# Badminton la Jocurile Olimpice de vară din 2020 - individual feminin
Proba de badminton individual feminin de la Jocurile Olimpice de vară din 2020 de la Tokyo a avut loc în perioada 24 iulie-1 august 2021. Aceasta s-a desfășurat la Musashino Forest Sports Plaza, unde au concurat 43 de jucătoare din 36 de țări.

## Formatul competiției
Proba individual feminin s-a desfășurat în 2 faze: faza grupelor și faza eliminatorie. Pentru faza grupelor, jucătoarele au fost împărțite între 14 grupe de câte 3 sau 4 jucătoare fiecare. Fiecare grupă s-a jucat după sistemul fiecare cu fiecare. Cea mai bună jucătoare din fiecare grupă a avansat în faza eliminatorie. Faza eliminatorie a fost un turneu de eliminare desfășurat în patru etape, cu un meci pentru medalia de bronz. Întrucât au existat mai puțin de 16 grupe , unele jucătoare au avut un tur liber în optimile de finală.
Meciurile s-au jucat după sistemul cel mai bun din trei seturi. Fiecare set s-a jucat până când o jucătoare a ajuns la 21 de puncte, dar să existe o diferență de 2 puncte, cu excepția cazului în care scorul a ajuns la 30-29.

## Rezultate

### Faza grupelor
Fiecare câștigător de grupă s-a calificat în faza eliminatorie.

#### Grupa A
| Loc | Jucător              | MJ | MC | MP | SC | SP | DS | PC | PP | DP  | DS | Calificare                         |
| --- | -------------------- | -- | -- | -- | -- | -- | -- | -- | -- | --- | -- | ---------------------------------- |
| 1   | Chen Yufei (CHN)     | 2  | 2  | 0  | 4  | 0  | +4 | 84 | 31 | +53 | 2  | Calificare în sferturile de finală |
| 2   | Neslihan Yiğit (TUR) | 2  | 1  | 1  | 2  | 2  | 0  | 65 | 52 | +13 | 1  |                                    |
| 3   | Doha Hany (EGY)      | 2  | 0  | 2  | 0  | 4  | -4 | 18 | 84 | -66 | 0  |                                    |

| Dată     | Oră   | Jucătoare 1    | Scor                                              | Jucătoare 2    | Set 1 | Set 2 | Set 3 |
| -------- | ----- | -------------- | ------------------------------------------------- | -------------- | ----- | ----- | ----- |
| 25 iulie | 11:20 | Chen Yufei     | 2–0 Arhivat în 26 iulie 2021, la Wayback Machine. | Doha Hany      | 21–5  | 21–3  |       |
| 27 iulie | 11:20 | Neslihan Yiğit | 2–0 Arhivat în 27 iulie 2021, la Wayback Machine. | Doha Hany      | 21–5  | 21–5  |       |
| 28 iulie | 12:20 | Chen Yufei     | 2–0 Arhivat în 28 iulie 2021, la Wayback Machine. | Neslihan Yiğit | 21–14 | 21–9  |       |

#### Grupa C
| Loc | Jucător                     | MJ | MC | MP | SC | SP | DS | PC | PP | DP  | DS | Calificare                         |
| --- | --------------------------- | -- | -- | -- | -- | -- | -- | -- | -- | --- | -- | ---------------------------------- |
| 1   | An Se-young (KOR)           | 2  | 2  | 0  | 4  | 0  | +4 | 84 | 30 | +54 | 2  | Calificare în sferturile de finală |
| 2   | Clara Azurmendi (ESP)       | 2  | 1  | 1  | 2  | 2  | 0  | 63 | 54 | +9  | 1  |                                    |
| 3   | Dorcas Ajoke Adesokan (NGR) | 2  | 0  | 2  | 0  | 4  | -4 | 21 | 84 | -63 | 0  |                                    |

| Dată     | Oră   | Jucătoare 1           | Scor                                              | Jucătoare 2           | Set 1 | Set 2 | Set 3 |
| -------- | ----- | --------------------- | ------------------------------------------------- | --------------------- | ----- | ----- | ----- |
| 24 iulie | 20:00 | An Se-young           | 2–0 Arhivat în 28 iulie 2021, la Wayback Machine. | Clara Azurmendi       | 21–13 | 21–8  |       |
| 26 iulie | 12:00 | Dorcas Ajoke Adesokan | 0–2 Arhivat în 25 iulie 2021, la Wayback Machine. | Clara Azurmendi       | 10–21 | 2–21  |       |
| 27 iulie | 19:20 | An Se-young           | 2–0 Arhivat în 28 iulie 2021, la Wayback Machine. | Dorcas Ajoke Adesokan | 21–3  | 21–6  |       |

#### Grupa D
| Loc | Jucător                      | MJ | MC | MP | SC | SP | DS | PC | PP | DP  | DS | Calificare                       |
| --- | ---------------------------- | -- | -- | -- | -- | -- | -- | -- | -- | --- | -- | -------------------------------- |
| 1   | Busanan Ongbamrungphan (THA) | 2  | 2  | 0  | 4  | 0  | +4 | 84 | 41 | +43 | 2  | Calificare în optimile de finală |
| 2   | Kristin Kuuba (EST)          | 2  | 1  | 1  | 2  | 2  | 0  | 70 | 74 | -4  | 1  |                                  |
| 3   | Daniela Macías (PER)         | 2  | 0  | 2  | 0  | 4  | -4 | 45 | 84 | -39 | 0  |                                  |

| Dată     | Oră   | Jucătoare 1            | Scor                                              | Jucătoare 2    | Set 1 | Set 2 | Set 3 |
| -------- | ----- | ---------------------- | ------------------------------------------------- | -------------- | ----- | ----- | ----- |
| 24 iulie | 09:40 | Busanan Ongbamrungphan | 2–0 Arhivat în 25 iulie 2021, la Wayback Machine. | Daniela Macías | 21–4  | 21–9  |       |
| 26 iulie | 18:00 | Kristin Kuuba          | 2–0 Arhivat în 25 iulie 2021, la Wayback Machine. | Daniela Macías | 21–19 | 21–13 |       |
| 27 iulie | 18:40 | Busanan Ongbamrungphan | 2–0 Arhivat în 25 iulie 2021, la Wayback Machine. | Kristin Kuuba  | 21–16 | 21–12 |       |

#### Grupa E
| Loc | Jucător                   | MJ | MC | MP | SC | SP | DS | PC | PP | DP  | DS | Calificare                       |
| --- | ------------------------- | -- | -- | -- | -- | -- | -- | -- | -- | --- | -- | -------------------------------- |
| 1   | Nozomi Okuhara (JPN)      | 2  | 2  | 0  | 4  | 0  | +4 | 84 | 41 | +43 | 2  | Calificare în optimile de finală |
| 2   | Evgeniya Kosetskaya (COR) | 2  | 1  | 1  | 2  | 2  | 0  | 70 | 74 | -4  | 1  |                                  |
| 3   | Yvonne Li (GER)           | 2  | 0  | 2  | 0  | 4  | -4 | 45 | 84 | -39 | 0  |                                  |

| Dată     | Oră   | Jucătoare 1         | Scor                                              | Jucătoare 2         | Set 1 | Set 2 | Set 3 |
| -------- | ----- | ------------------- | ------------------------------------------------- | ------------------- | ----- | ----- | ----- |
| 25 iulie | 11:20 | Nozomi Okuhara      | 2–0 Arhivat în 27 iulie 2021, la Wayback Machine. | Yvonne Li           | 21–17 | 21–4  |       |
| 26 iulie | 10:00 | Evgeniya Kosetskaya | 2–0 Arhivat în 25 iulie 2021, la Wayback Machine. | Yvonne Li           | 22–20 | 21–15 |       |
| 28 iulie | 10:20 | Nozomi Okuhara      | 2–0 Arhivat în 27 iulie 2021, la Wayback Machine. | Evgeniya Kosetskaya | 21–6  | 21–16 |       |

#### Grupa F
| Loc | Jucător               | MJ | MC | MP | SC | SP | DS | PC | PP | DP  | DS | Calificare                       |
| --- | --------------------- | -- | -- | -- | -- | -- | -- | -- | -- | --- | -- | -------------------------------- |
| 1   | Michelle Li (CAN)     | 2  | 2  | 0  | 4  | 0  | +4 | 84 | 51 | +33 | 2  | Calificare în optimile de finală |
| 2   | Martina Repiská (SVK) | 2  | 1  | 1  | 2  | 2  | 0  | 77 | 73 | +3  | 1  |                                  |
| 3   | Nikté Sotomayor (GUA) | 2  | 0  | 2  | 0  | 4  | -4 | 48 | 84 | -36 | 0  |                                  |

| Dată     | Oră   | Jucătoare 1     | Scor                                              | Jucătoare 2     | Set 1 | Set 2 | Set 3 |
| -------- | ----- | --------------- | ------------------------------------------------- | --------------- | ----- | ----- | ----- |
| 25 iulie | 12:00 | Michelle Li     | 2–0 Arhivat în 25 iulie 2021, la Wayback Machine. | Nikté Sotomayor | 21–8  | 21–9  |       |
| 26 iulie | 18:40 | Martina Repiská | 2–0 Arhivat în 26 iulie 2021, la Wayback Machine. | Nikté Sotomayor | 21–19 | 21–12 |       |
| 28 iulie | 11:00 | Michelle Li     | 2–0 Arhivat în 28 iulie 2021, la Wayback Machine. | Martina Repiská | 21–18 | 21–16 |       |

#### Grupa G
| Loc | Jucător                              | MJ | MC | MP | SC | SP | DS | PC | PP | DP  | DS | Calificare                       |
| --- | ------------------------------------ | -- | -- | -- | -- | -- | -- | -- | -- | --- | -- | -------------------------------- |
| 1   | He Bingjiao (CHN)                    | 2  | 2  | 0  | 4  | 0  | +4 | 84 | 23 | +61 | 2  | Calificare în optimile de finală |
| 2   | Sorayya Aghaei (IRI)                 | 2  | 1  | 1  | 2  | 2  | 0  | 56 | 63 | -7  | 1  |                                  |
| 3   | Fathimath Nabaaha Abdul Razzaq (MDV) | 2  | 0  | 2  | 0  | 4  | -4 | 30 | 84 | -54 | 0  |                                  |

| Dată     | Oră   | Jucătoare 1    | Scor                                              | Jucătoare 2                    | Set 1 | Set 2 | Set 3 |
| -------- | ----- | -------------- | ------------------------------------------------- | ------------------------------ | ----- | ----- | ----- |
| 25 iulie | 12:40 | He Bingjiao    | 2–0 Arhivat în 25 iulie 2021, la Wayback Machine. | Fathimath Nabaaha Abdul Razzaq | 21–6  | 21–3  |       |
| 26 iulie | 11:20 | Sorayya Aghaei | 2–0 Arhivat în 26 iulie 2021, la Wayback Machine. | Fathimath Nabaaha Abdul Razzaq | 21–14 | 21–7  |       |
| 28 iulie | 11:00 | He Bingjiao    | 2–0 Arhivat în 27 iulie 2021, la Wayback Machine. | Sorayya Aghaei                 | 21–11 | 21–3  |       |

#### Grupa H
| Loc | Jucător              | MJ | MC | MP | SC | SP | DS | PC | PP | DP  | DS | Calificare                       |
| --- | -------------------- | -- | -- | -- | -- | -- | -- | -- | -- | --- | -- | -------------------------------- |
| 1   | Beiwen Zhang (USA)   | 2  | 2  | 0  | 4  | 0  | +4 | 84 | 38 | +46 | 2  | Calificare în optimile de finală |
| 2   | Marija Ulitina (UKR) | 2  | 1  | 1  | 2  | 2  | 0  | 62 | 76 | -14 | 1  |                                  |
| 3   | Fabiana Silva (BRA)  | 2  | 0  | 2  | 0  | 4  | -4 | 53 | 85 | -32 | 0  |                                  |

| Dată     | Oră   | Jucătoare 1   | Scor                                              | Jucătoare 2    | Set 1 | Set 2 | Set 3 |
| -------- | ----- | ------------- | ------------------------------------------------- | -------------- | ----- | ----- | ----- |
| 25 iulie | 18:00 | Beiwen Zhang  | 2–0 Arhivat în 26 iulie 2021, la Wayback Machine. | Marija Ulitina | 21–12 | 21–7  |       |
| 26 iulie | 12:40 | Fabiana Silva | 0–2 Arhivat în 26 iulie 2021, la Wayback Machine. | Marija Ulitina | 14–21 | 20–22 |       |
| 28 iulie | 10:20 | Beiwen Zhang  | 2–0 Arhivat în 27 iulie 2021, la Wayback Machine. | Fabiana Silva  | 21–9  | 21–10 |       |

#### Grupa I
| Loc | Jucător              | MJ | MC | MP | SC | SP | DS | PC | PP  | DP  | DS | Calificare                       |
| --- | -------------------- | -- | -- | -- | -- | -- | -- | -- | --- | --- | -- | -------------------------------- |
| 1   | Mia Blichfeldt (DEN) | 2  | 2  | 0  | 4  | 0  | +4 | 84 | 34  | +50 | 2  | Calificare în optimile de finală |
| 2   | Chen Hsuan-yu (AUS)  | 2  | 1  | 1  | 2  | 2  | 0  | 83 | 88  | -5  | 1  |                                  |
| 3   | Linda Zetchiri (BUL) | 2  | 0  | 2  | 0  | 4  | -4 | 59 | 104 | -45 | 0  |                                  |

| Dată     | Oră   | Jucătoare 1    | Scor                                              | Jucătoare 2    | Set 1 | Set 2 | Set 3 |
| -------- | ----- | -------------- | ------------------------------------------------- | -------------- | ----- | ----- | ----- |
| 25 iulie | 14:00 | Mia Blichfeldt | 2–0 Arhivat în 25 iulie 2021, la Wayback Machine. | Chen Hsuan-yu  | 21–7  | 21–14 |       |
| 27 iulie | 13:20 | Linda Zetchiri | 1–2 Arhivat în 25 iulie 2021, la Wayback Machine. | Chen Hsuan-yu  | 16–21 | 22–20 | 8–21  |
| 28 iulie | 09:40 | Mia Blichfeldt | 2–0 Arhivat în 27 iulie 2021, la Wayback Machine. | Linda Zetchiri | 21–10 | 21–3  |       |

#### Grupa J
| Loc | Jucător                  | MJ | MC | MP | SC | SP | DS | PC | PP | DP  | DS | Calificare                       |
| --- | ------------------------ | -- | -- | -- | -- | -- | -- | -- | -- | --- | -- | -------------------------------- |
| 1   | P. V. Sindhu (IND)       | 2  | 2  | 0  | 4  | 0  | +4 | 84 | 42 | +42 | 2  | Calificare în optimile de finală |
| 2   | Cheung Ngan Yi (HKG)     | 2  | 1  | 1  | 2  | 3  | -1 | 82 | 91 | -9  | 1  |                                  |
| 3   | Ksenia Polikarpova (ISR) | 2  | 0  | 2  | 1  | 4  | -3 | 66 | 99 | -33 | 0  |                                  |

| Dată     | Oră   | Jucătoare 1    | Scor                                              | Jucătoare 2        | Set 1 | Set 2 | Set 3 |
| -------- | ----- | -------------- | ------------------------------------------------- | ------------------ | ----- | ----- | ----- |
| 25 iulie | 10:40 | P. V. Sindhu   | 2–0 Arhivat în 25 iulie 2021, la Wayback Machine. | Ksenia Polikarpova | 21–7  | 21–10 |       |
| 27 iulie | 12:40 | Cheung Ngan Yi | 2–1 Arhivat în 25 iulie 2021, la Wayback Machine. | Ksenia Polikarpova | 21–12 | 15–21 | 21–16 |
| 28 iulie | 11:00 | P. V. Sindhu   | 2–0 Arhivat în 28 iulie 2021, la Wayback Machine. | Cheung Ngan Yi     | 21–9  | 21–16 |       |

#### Grupa K
| Loc | Jucător               | MJ | MC | MP | SC | SP | DS | PC | PP | DP  | DS | Calificare                       |
| --- | --------------------- | -- | -- | -- | -- | -- | -- | -- | -- | --- | -- | -------------------------------- |
| 1   | Kim Ga-eun (KOR)      | 2  | 2  | 0  | 4  | 0  | +4 | 84 | 50 | +34 | 2  | Calificare în optimile de finală |
| 2   | Yeo Jia Min (SGP)     | 2  | 1  | 1  | 2  | 2  | 0  | 69 | 59 | +10 | 1  |                                  |
| 3   | Haramara Gaitan (MEX) | 2  | 0  | 2  | 0  | 4  | -4 | 40 | 84 | -44 | 0  |                                  |

| Dată     | Oră   | Jucătoare 1 | Scor                                              | Jucătoare 2     | Set 1 | Set 2 | Set 3 |
| -------- | ----- | ----------- | ------------------------------------------------- | --------------- | ----- | ----- | ----- |
| 24 iulie | 20:40 | Kim Ga-eun  | 2–0 Arhivat în 25 iulie 2021, la Wayback Machine. | Haramara Gaitan | 21–14 | 21–9  |       |
| 27 iulie | 13:20 | Yeo Jia Min | 2–0 Arhivat în 28 iulie 2021, la Wayback Machine. | Haramara Gaitan | 21–7  | 21–10 |       |
| 28 iulie | 09:00 | Kim Ga-eun  | 2–0 Arhivat în 27 iulie 2021, la Wayback Machine. | Yeo Jia Min     | 21–13 | 21–14 |       |

#### Grupa L
| Loc | Jucător               | MJ | MC | MP | SC | SP | DS | PC | PP | DP  | DS | Calificare                       |
| --- | --------------------- | -- | -- | -- | -- | -- | -- | -- | -- | --- | -- | -------------------------------- |
| 1   | Akane Yamaguchi (JPN) | 2  | 2  | 0  | 4  | 0  | +4 | 84 | 38 | +46 | 2  | Calificare în optimile de finală |
| 2   | Kirsty Gilmour (GBR)  | 2  | 1  | 1  | 2  | 2  | 0  | 69 | 70 | -1  | 1  |                                  |
| 3   | Mahoor Shahzad (PAK)  | 2  | 0  | 2  | 0  | 4  | -4 | 39 | 84 | -45 | 0  |                                  |

| Dată     | Oră   | Jucătoare 1     | Scor                                              | Jucătoare 2    | Set 1 | Set 2 | Set 3 |
| -------- | ----- | --------------- | ------------------------------------------------- | -------------- | ----- | ----- | ----- |
| 24 iulie | 09:40 | Akane Yamaguchi | 2–0 Arhivat în 25 iulie 2021, la Wayback Machine. | Mahoor Shahzad | 21–3  | 21–8  |       |
| 27 iulie | 14:00 | Kirsty Gilmour  | 2–0 Arhivat în 26 iulie 2021, la Wayback Machine. | Mahoor Shahzad | 21–14 | 21–14 |       |
| 28 iulie | 09:00 | Akane Yamaguchi | 2–0 Arhivat în 27 iulie 2021, la Wayback Machine. | Kirsty Gilmour | 21–9  | 21–18 |       |

#### Grupa M
| Loc | Jucător                        | MJ | MC | MP | SC | SP | DS | PC | PP | DP  | DS | Calificare                       |
| --- | ------------------------------ | -- | -- | -- | -- | -- | -- | -- | -- | --- | -- | -------------------------------- |
| 1   | Gregoria Mariska Tunjung (INA) | 2  | 2  | 0  | 4  | 0  | +4 | 84 | 47 | +37 | 2  | Calificare în optimile de finală |
| 2   | Lianne Tan (BEL)               | 2  | 1  | 1  | 2  | 2  | 0  | 70 | 56 | +14 | 1  |                                  |
| 3   | Thet Htar Thuzar (MYA)         | 2  | 0  | 2  | 0  | 4  | -4 | 33 | 84 | -51 | 0  |                                  |

| Dată     | Oră   | Jucătoare 1              | Scor                                              | Jucătoare 2      | Set 1 | Set 2 | Set 3 |
| -------- | ----- | ------------------------ | ------------------------------------------------- | ---------------- | ----- | ----- | ----- |
| 25 iulie | 10:00 | Gregoria Mariska Tunjung | 2–0 Arhivat în 28 iulie 2021, la Wayback Machine. | Thet Htar Thuzar | 21–11 | 21–8  |       |
| 27 iulie | 12:40 | Lianne Tan               | 2–0 Arhivat în 27 iulie 2021, la Wayback Machine. | Thet Htar Thuzar | 21–6  | 21–8  |       |
| 28 iulie | 09:40 | Gregoria Mariska Tunjung | 2–0 Arhivat în 28 iulie 2021, la Wayback Machine. | Lianne Tan       | 21–11 | 21–17 |       |

#### Grupa N
| Loc | Jucător                  | MJ | MC | MP | SC | SP | DS | PC | PP | DP  | DS | Calificare                       |
| --- | ------------------------ | -- | -- | -- | -- | -- | -- | -- | -- | --- | -- | -------------------------------- |
| 1   | Ratchanok Intanon (THA)  | 1  | 1  | 0  | 2  | 1  | +1 | 61 | 49 | +12 | 2  | Calificare în optimile de finală |
| 2   | Soniia Cheah Su Ya (MAS) | 1  | 0  | 1  | 1  | 2  | -1 | 49 | 61 | -12 | 0  |                                  |
| 3   | Laura Sárosi (HUN)       | 0  | 0  | 0  | 0  | 0  | 0  | 0  | 0  | 0   | 0  |                                  |

Laura Sárosi s-a retras după jucarea unui singur meci.
| Dată     | Oră   | Jucătoare 1        | Scor                                                       | Jucătoare 2        | Set 1    | Set 2    | Set 3    |
| -------- | ----- | ------------------ | ---------------------------------------------------------- | ------------------ | -------- | -------- | -------- |
| 25 iulie | 19:20 | Ratchanok Intanon  | 2–0 Arhivat în 26 iulie 2021, la Wayback Machine. (anulat) | Laura Sárosi       | 21–5     | 21–10    |          |
| 27 iulie | 14:00 | Soniia Cheah Su Ya | N/P Arhivat în 25 iulie 2021, la Wayback Machine.          | Laura Sárosi       | Withdrew | Withdrew | Withdrew |
| 28 iulie | 11:40 | Ratchanok Intanon  | 2–1 Arhivat în 27 iulie 2021, la Wayback Machine.          | Soniia Cheah Su Ya | 19–21    | 21–18    | 21–10    |

#### Grupa P
| Loc | Jucător                | MJ | MC | MP | SC | SP | DS | PC  | PP  | DP  | DS | Calificare                         |
| --- | ---------------------- | -- | -- | -- | -- | -- | -- | --- | --- | --- | -- | ---------------------------------- |
| 1   | Tai Tzu-ying (TPE)     | 3  | 3  | 0  | 6  | 0  | +6 | 126 | 70  | +56 | 3  | Calificare în sferturile de finală |
| 2   | Nguyễn Thùy Linh (VIE) | 3  | 2  | 1  | 4  | 2  | +2 | 111 | 89  | +22 | 2  |                                    |
| 3   | Qi Xuefei (FRA)        | 3  | 1  | 2  | 2  | 4  | -2 | 87  | 108 | -21 | 1  |                                    |
| 4   | Sabrina Jaquet (SUI)   | 3  | 0  | 3  | 0  | 6  | -6 | 69  | 126 | -57 | 0  |                                    |

| Dată     | Oră   | Jucătoare 1      | Scor                                              | Jucătoare 2      | Set 1 | Set 2 | Set 3 |
| -------- | ----- | ---------------- | ------------------------------------------------- | ---------------- | ----- | ----- | ----- |
| 24 iulie | 09:00 | Qi Xuefei        | 0–2 Arhivat în 25 iulie 2021, la Wayback Machine. | Nguyễn Thùy Linh | 11–21 | 11–21 |       |
| 24 iulie | 13:00 | Tai Tzu-ying     | 2–0 Arhivat în 25 iulie 2021, la Wayback Machine. | Sabrina Jaquet   | 21–7  | 21–13 |       |
| 26 iulie | 10:00 | Qi Xuefei        | 2–0 Arhivat în 25 iulie 2021, la Wayback Machine. | Sabrina Jaquet   | 21–10 | 21–14 |       |
| 26 iulie | 14:00 | Tai Tzu-ying     | 2–0 Arhivat în 25 iulie 2021, la Wayback Machine. | Nguyễn Thùy Linh | 21–16 | 21–11 |       |
| 28 iulie | 09:00 | Tai Tzu-ying     | 2–0 Arhivat în 28 iulie 2021, la Wayback Machine. | Qi Xuefei        | 21–10 | 21–13 |       |
| 28 iulie | 09:40 | Nguyễn Thùy Linh | 2–0 Arhivat în 27 iulie 2021, la Wayback Machine. | Sabrina Jaquet   | 21–8  | 21–17 |       |

### Faza eliminatorie
Sursa:
|  | Optimi de finală | Optimi de finală               | Optimi de finală | Optimi de finală      | Optimi de finală |    |                         | Sferturi de finală | Sferturi de finală | Sferturi de finală | Sferturi de finală | Sferturi de finală |    |                   | Semifinale | Semifinale | Semifinale | Semifinale | Semifinale                     |                                |                                | Finala                         | Finala                         | Finala | Finala | Finala |  |
|  |                  |                                |                  |                       |                  |    |                         |                    |                    |                    |                    |                    |    |                   |            |            |            |            |                                |                                |                                |                                |                                |        |        |        |  |
|  |                  |                                |                  |                       |                  |    |                         | A1                 | Chen Yufei (CHN)   | 21                 | 21                 |                    |    |                   |            |            |            |            |                                |                                |                                |                                |                                |        |        |        |  |
|  |                  |                                |                  |                       |                  |    |                         | A1                 | Chen Yufei (CHN)   | 21                 | 21                 |                    |    |                   |            |            |            |            |                                |                                |                                |                                |                                |        |        |        |  |
|  |                  |                                | C1               | An Se-young (KOR)     | 18               | 19 |                         |                    |                    |                    |                    |                    |    |                   |            |            |            |            |                                |                                |                                |                                |                                |        |        |        |  |
|  | C1               | An Se-young (KOR)              | C1               | An Se-young (KOR)     | 18               | 19 | 21                      | 21                 |                    |                    |                    |                    |    |                   |            |            |            |            |                                |                                |                                |                                |                                |        |        |        |  |
|  | C1               | An Se-young (KOR)              |                  |                       |                  |    |                         |                    |                    |                    |                    |                    |    |                   |            |            |            |            |                                |                                |                                |                                |                                |        |        |        |  |
|  | D1               | Busanan Ongbamrungphan (THA)   | 15               | 15                    |                  |    |                         |                    |                    |                    |                    |                    |    |                   |            |            |            |            |                                |                                |                                |                                |                                |        |        |        |  |
|  | D1               | Busanan Ongbamrungphan (THA)   | 15               | 15                    |                  | A1 | Chen Yufei (CHN)        | 21                 | 13                 | 21                 |                    |                    |    |                   |            |            |            |            |                                |                                |                                |                                |                                |        |        |        |  |
|  |                  |                                |                  |                       |                  |    |                         |                    |                    |                    |                    |                    |    |                   |            |            |            |            |                                |                                |                                |                                |                                |        |        |        |  |
|  |                  |                                | G1               | He Bingjiao (CHN)     | 16               | 21 | 12                      |                    |                    |                    |                    |                    |    |                   |            |            |            |            |                                |                                |                                |                                |                                |        |        |        |  |
|  | E1               | Nozomi Okuhara (JPN)           | G1               | He Bingjiao (CHN)     | 16               | 21 | 12                      | 21                 | 21                 |                    |                    |                    |    |                   |            |            |            |            |                                |                                |                                |                                |                                |        |        |        |  |
|  | E1               | Nozomi Okuhara (JPN)           |                  |                       |                  |    |                         |                    |                    |                    |                    |                    |    |                   |            |            |            |            |                                |                                |                                |                                |                                |        |        |        |  |
|  | F1               | Michelle Li (CAN)              | 9                | 7                     |                  |    |                         |                    |                    |                    |                    |                    |    |                   |            |            |            |            |                                |                                |                                |                                |                                |        |        |        |  |
|  | F1               | Michelle Li (CAN)              | 9                | 7                     |                  | E1 | Nozomi Okuhara (JPN)    | 21                 | 13                 | 14                 |                    |                    |    |                   |            |            |            |            |                                |                                |                                |                                |                                |        |        |        |  |
|  |                  |                                |                  |                       |                  | E1 | Nozomi Okuhara (JPN)    | 21                 | 13                 | 14                 |                    |                    |    |                   |            |            |            |            |                                |                                |                                |                                |                                |        |        |        |  |
|  |                  |                                | G1               | He Bingjiao (CHN)     | 13               | 21 | 21                      |                    |                    |                    |                    |                    |    |                   |            |            |            |            |                                |                                |                                |                                |                                |        |        |        |  |
|  | G1               | He Bingjiao (CHN)              | G1               | He Bingjiao (CHN)     | 13               | 21 | 21                      | 14                 | 9                  |                    |                    |                    |    |                   |            |            |            |            |                                |                                |                                |                                |                                |        |        |        |  |
|  | G1               | He Bingjiao (CHN)              |                  |                       |                  |    |                         |                    |                    |                    |                    |                    |    |                   |            |            |            |            |                                |                                |                                |                                |                                |        |        |        |  |
|  | H1               | Beiwen Zhang (USA)             | 21               | 7r                    |                  |    |                         |                    |                    |                    |                    |                    |    |                   |            |            |            |            |                                |                                |                                |                                |                                |        |        |        |  |
|  | H1               | Beiwen Zhang (USA)             | 21               | 7r                    |                  | A1 | Chen Yufei (CHN)        | 21                 | 19                 | 21                 |                    |                    |    |                   |            |            |            |            |                                |                                |                                |                                |                                |        |        |        |  |
|  |                  |                                |                  |                       |                  |    |                         |                    |                    |                    |                    |                    |    |                   |            |            |            |            |                                |                                |                                |                                |                                |        |        |        |  |
|  |                  |                                | P1               | Tai Tzu-ying (TPE)    | 18               | 21 | 18                      |                    |                    |                    |                    |                    |    |                   |            |            |            |            |                                |                                |                                |                                |                                |        |        |        |  |
|  | I1               | Mia Blichfeldt (DEN)           | P1               | Tai Tzu-ying (TPE)    | 18               | 21 | 18                      | 15                 | 13                 |                    |                    |                    |    |                   |            |            |            |            |                                |                                |                                |                                |                                |        |        |        |  |
|  | I1               | Mia Blichfeldt (DEN)           |                  |                       |                  |    |                         | 15                 | 13                 |                    |                    |                    |    |                   |            |            |            |            |                                |                                |                                |                                |                                |        |        |        |  |
|  | J1               | P. V. Sindhu (IND)             | 21               | 21                    |                  |    |                         |                    |                    |                    |                    |                    |    |                   |            |            |            |            |                                |                                |                                |                                |                                |        |        |        |  |
|  | J1               | P. V. Sindhu (IND)             | 21               | 21                    |                  | J1 | P. V. Sindhu (IND)      | 21                 | 22                 |                    |                    |                    |    |                   |            |            |            |            |                                |                                |                                |                                |                                |        |        |        |  |
|  |                  |                                |                  |                       |                  | J1 | P. V. Sindhu (IND)      | 21                 | 22                 |                    |                    |                    |    |                   |            |            |            |            |                                |                                |                                |                                |                                |        |        |        |  |
|  |                  |                                | L1               | Akane Yamaguchi (JPN) | 13               | 20 |                         |                    |                    |                    |                    |                    |    |                   |            |            |            |            |                                |                                |                                |                                |                                |        |        |        |  |
|  | K1               | Kim Ga-eun (KOR)               | L1               | Akane Yamaguchi (JPN) | 13               | 20 | 17                      | 18                 |                    |                    |                    |                    |    |                   |            |            |            |            |                                |                                |                                |                                |                                |        |        |        |  |
|  | K1               | Kim Ga-eun (KOR)               |                  |                       |                  |    |                         |                    |                    |                    |                    |                    |    |                   |            |            |            |            |                                |                                |                                |                                |                                |        |        |        |  |
|  | L1               | Akane Yamaguchi (JPN)          | 21               | 21                    |                  |    |                         |                    |                    |                    |                    |                    |    |                   |            |            |            |            |                                |                                |                                |                                |                                |        |        |        |  |
|  | L1               | Akane Yamaguchi (JPN)          | 21               | 21                    |                  | J1 | P. V. Sindhu (IND)      | 18                 | 12                 |                    |                    |                    |    |                   |            |            |            |            |                                |                                |                                |                                |                                |        |        |        |  |
|  |                  |                                |                  |                       |                  |    |                         |                    |                    |                    |                    |                    |    |                   |            |            |            |            |                                |                                |                                |                                |                                |        |        |        |  |
|  |                  |                                | P1               | Tai Tzu-ying (TPE)    | 21               | 21 |                         |                    |                    |                    |                    |                    |    |                   |            |            |            |            |                                |                                |                                |                                |                                |        |        |        |  |
|  | M1               | Gregoria Mariska Tunjung (INA) | P1               | Tai Tzu-ying (TPE)    | 21               | 21 | 12                      | 19                 |                    |                    |                    |                    |    |                   |            |            |            |            | Meciul pentru medalia de bronz | Meciul pentru medalia de bronz | Meciul pentru medalia de bronz | Meciul pentru medalia de bronz | Meciul pentru medalia de bronz |        |        |        |  |
|  | M1               | Gregoria Mariska Tunjung (INA) |                  |                       |                  |    |                         |                    |                    |                    |                    |                    |    |                   |            |            |            |            |                                |                                |                                |                                |                                |        |        |        |  |
|  | N1               | Ratchanok Intanon (THA)        | 21               | 21                    |                  |    |                         |                    |                    |                    |                    |                    |    |                   |            |            |            |            |                                |                                |                                |                                |                                |        |        |        |  |
|  | N1               | Ratchanok Intanon (THA)        | 21               | 21                    |                  | N1 | Ratchanok Intanon (THA) | 21                 | 18                 | 18                 |                    |                    | G1 | He Bingjiao (CHN) | 13         | 15         |            |            |                                |                                |                                |                                |                                |        |        |        |  |
|  |                  |                                |                  |                       |                  | N1 | Ratchanok Intanon (THA) | 21                 | 18                 | 18                 |                    |                    | G1 | He Bingjiao (CHN) | 13         | 15         |            |            |                                |                                |                                |                                |                                |        |        |        |  |
|  |                  |                                | P1               | Tai Tzu-ying (TPE)    | 14               | 21 | 21                      |                    |                    | J1                 | P. V. Sindhu (IND) | 21                 | 21 |                   |            |            |            |            |                                |                                |                                |                                |                                |        |        |        |  |